# Хмељничка област
Хмељничка област (укр. Хмельницька область), позната и као Хмељнишчина (укр. Хмельниччина), област је на западу Украјине. Административни центар области је град Хмељницки.

## Географија
Хмељничка област обухвата површину од 20.629 km², што је 3,4% укупне површине Украјине. Када се област мери од севера ка југу, дужина је 220 km, а када се мери од истока ка западу та дужина износи 120 km. На северозападу се граничи са Ривањском облашћу, на североистоку са Житомирском облашћу, са Виничком облашћу на истоку, Чернивачком облашћу на југу, и на западу са Тернопољском облашћу.

## Историја
Хмељничка област је образована 22. септембра 1937. године као Камјанец-Подилска област. У марту 1941. центар области је пребачен у град Проскурив (сада Хмељницки). 1954. град Проскурив се преименује у Хмељинцки и убрзо после тога име области се мења у Хмељничку.

## Економија
Најразвијеније привредне гране у области су енергетика, транспорт и пољопривреда. Област се налази на историјској раскрсници ауто-путева и железнице који повезују средњу Европу са Црним морем и Русијом. У граду Нетешину се налази нуклеарна електрана која представља најважније индустријско постројење у области. Такође постоји и одређен број фабрика за производњу оружја и хемијских производа.

## Становништво
| Националност | 1989. | 2001. | Матерњи језик    | 1989. | 2001. |
| Украјинци    | 90,4% | 93,9% | Украјински језик | 91,3% | 95,2% |
| Руси         | 5,8%  | 3,6%  | Руски језик      | 8,0%  | 4,1%  |
| Пољаци       | 2,4%  | 1,6%  | остали језици    | 0,7%  | 0,7%  |
| Белоруси     | 0,3%  | 0,2%  |                  |       |       |
| Јевреји      | 0,7%  | 0,1%  |                  |       |       |